# Жорж Гандил
Жорж Гандил (фр. Georges Louis Gandil; Бриникел (18. мај 1926 — Бриникел, 24. октобар 1999) био је француски кануист који се такмичио за решрезентацију Француске крајем 1940-их  година прошлог века, Двоструки је освајач бронзаних медаља на  Летње олимпијске игре 1948. у Лондону,  вишеструки победник националних и међународних регата.

## Биграфија
Захваљујући серији успешних наступа, добио му је право да брани част земље на Летњим олимпијским играма 1948. у Лондону, заједно с партнером Жоржом Драмсаром учествовао је у такмичењу кануа двоклека Ц-2 на 1.000 и 10.000 метара и у обе дисциплине заузео је треће место у финалу и освојио две бронзане медаље.
После овог успеха у Лондону одлучио је да оконча каријеру.